# Le Mariage de l'Europe et de la Chine

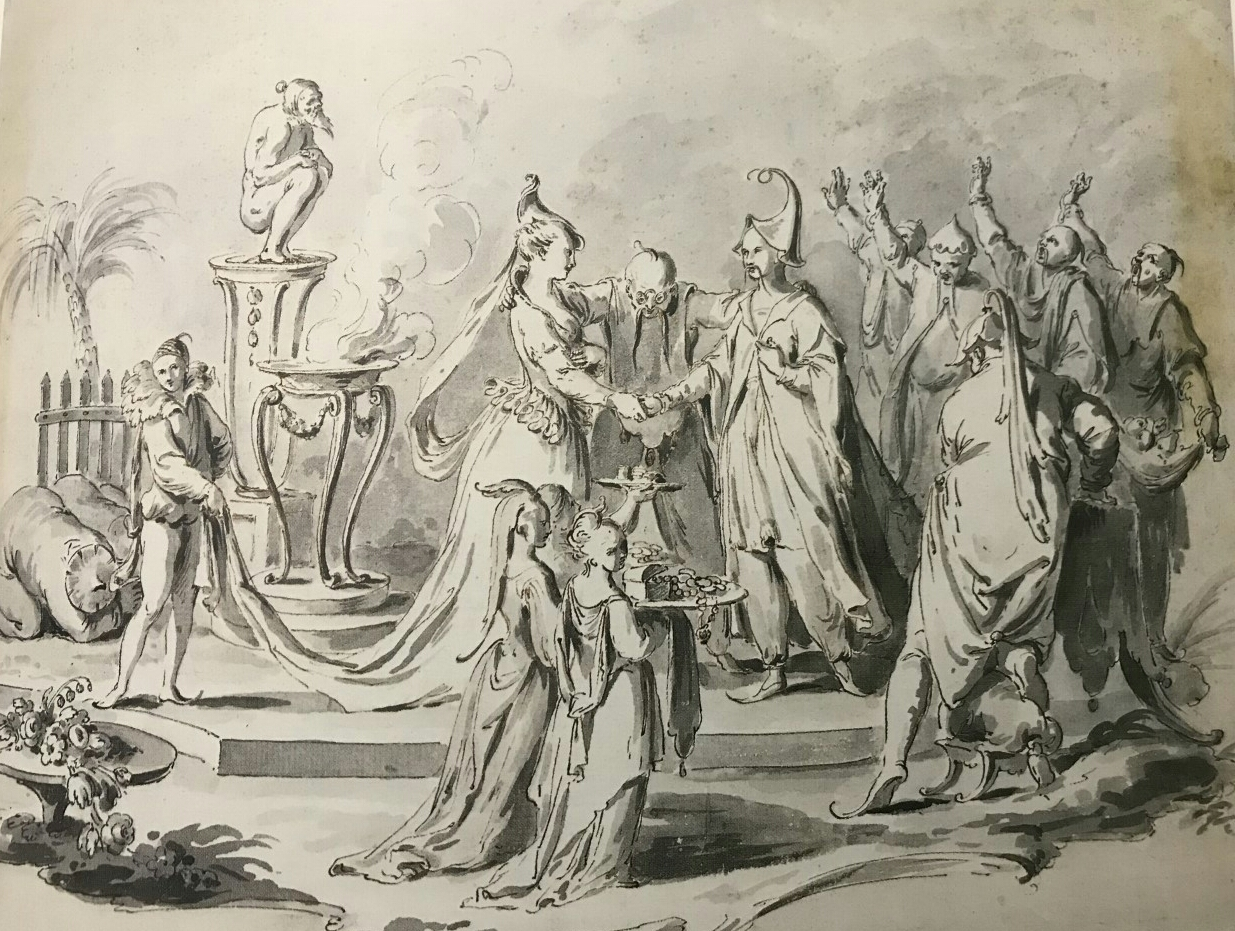
Le Mariage de l'Europe et de la Chine.

Le Mariage de l'Europe et de la Chine est un dessin sur papier (33,7 cm x 45,7 cm) à l'encre grise et brune du Vénitien Pietro Antonio Novelli, datant d'entre 1770 et 1780. Il est conservé aux  États-Unis,  à la National Gallery of Art de Washington.

## Description
Ce dessin fait partie d'une série de dessins de chinoiseries de grand format dont trois ont survécu, les deux autres représentant une scène de danse pour l'un et une scène de théâtre pour l'autre. Il est probable que ce dessin ait été prévu pour être gravé. Il représente une scène de mariage entre une femme européenne symbolisant l'Europe et un homme chinois symbolisant la Chine dont les mains sont jointes sous l'œil d'un vieil officiant chinois à la longue barbe. Le marié est vêtu à la chinoise avec une longue robe et une coiffure exotique; derrière lui cinq Chinois nattés lèvent le bras en chantant. La mariée européenne porte une longue traîne tenue par un page vêtu  à l'italienne d'une culotte bouffante et portant une large colerette. Trois jeunes filles portent la dot de la mariée sur des plateaux. Au fond à gauche trois personnages se prosternent. Le fond de la scène est occupé par un tripode portant un feu rituel sous l'œil d'un ascète nu accroupi en haut d'une colonne à la façon d'un stylite oriental portant un chignon.
Un palmier ajoute encore une touche d'exotisme à cette scène humoristique dont le vocabulaire illustre une Chine fantaisiste à laquelle l'Europe se soumet, voire se vend. À l'époque, les chinoiseries commençaient à passer de mode pour laisser la place au néoclassicisme.
Une inscription postérieure en graphite indique en bas « le mariage ». Au verso, il est écrit à l'encre « A Paris chez Naudet Me des dessyns au Louvre 1810 ».

## Provenance
- Cabinet de dessins Naudet (Paris) jusqu'en 1810
- Collection Lugt jusqu'en 1917
- Collection Yvonne Tan Bunzl (Londres) jusqu'en 1987
- Acquis par la National Gallery of Art en 1987, n° 49[3]